# Charles Pic
Charles Pic (Montélimar, França, 15 de febrer del 1990) és un pilot de curses automobilístiques francès. Actualment competeix a la Fórmula 1 amb l'escuderia Caterham F1 Team.

## Trajectòria
L'any 2006, Charles Pic va acabar 3r al campionat francès Formula Campus.
El 2007 va competir a la Fórmula Renault 2.0.
El 2008 i el 2009 va competir a la Fórmula Renault 3.5 i va acabar 6è i 3r, respectivament.
El 2010 va entrar en l'escuderia Arden International per competir a la GP2. Va aconseguir una victòria, una pole i dos podis.
El 2011 va continuar a la GP2, però amb l'escuderia Barwa Addax. Va aconseguir 2 victòries, 3 poles i 5 podis.
La temporada 2012 Charles Pic entrà a l'escuderia Marussia F1 Team per competir en el mundial de Fórmula 1.
La temporada 2013 fitxà per l'escuderia Caterham F1 Team per disputar la temporada 2013 del mundial de fórmula 1.